# 후지쯔

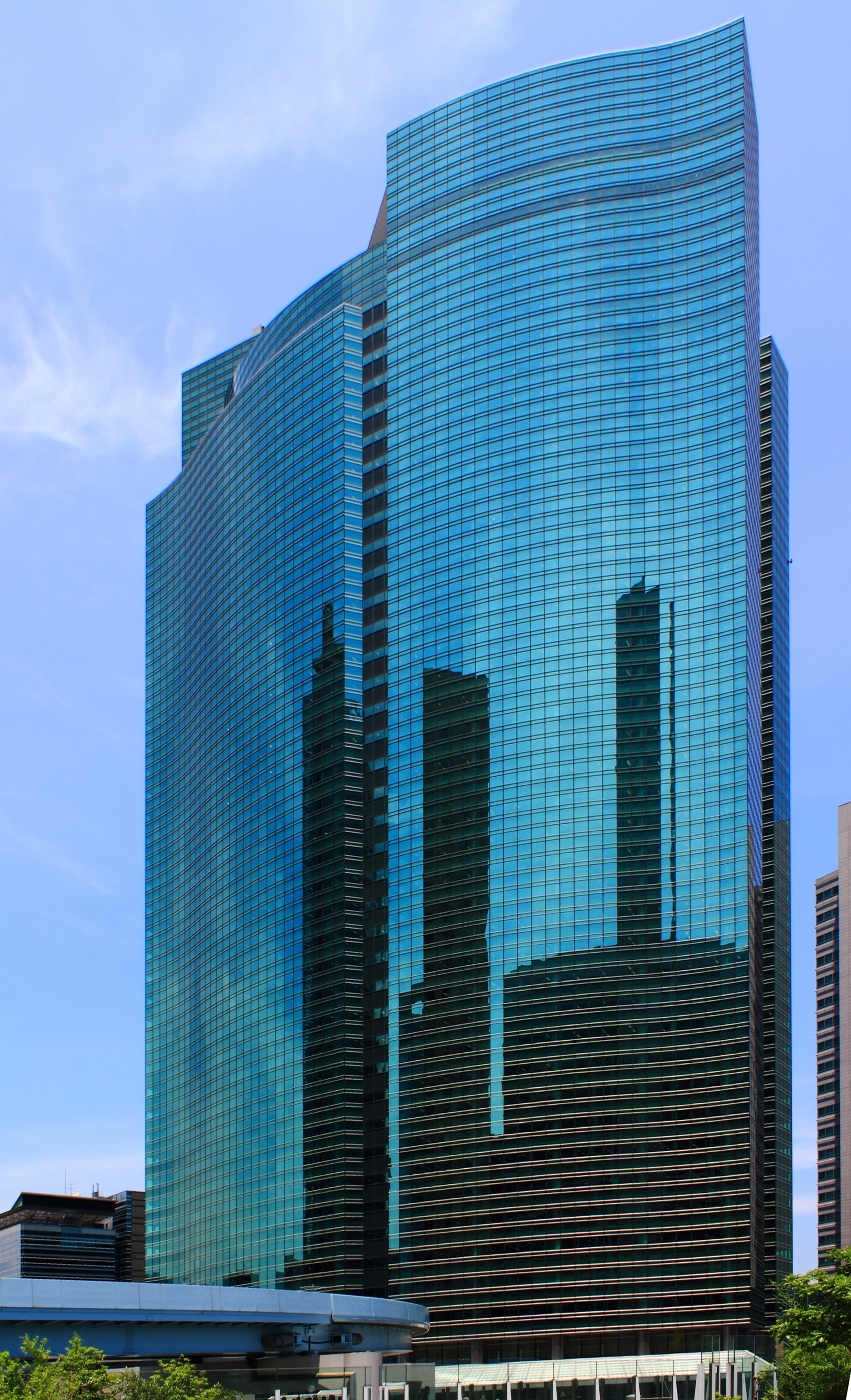
시오도메 시티센터

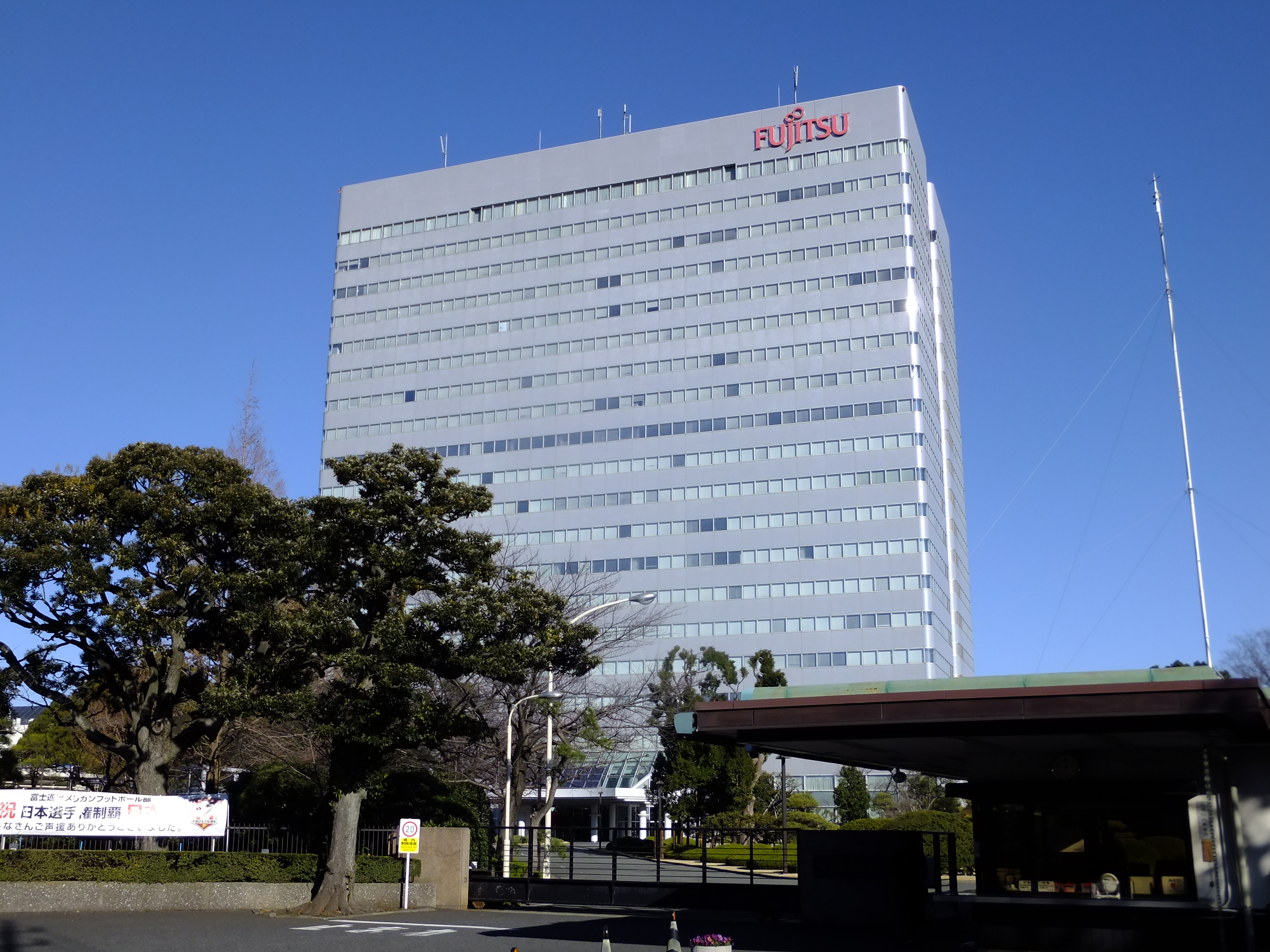
후지쯔 본사 및 가와사키 공장

후지쯔 주식회사(일본어: 富士通株式会社 후지쓰 가부시키가이샤[*], 영어: Fujitsu Limited)는 일본의 주요 정보통신기술 기업으로, 국가 기관, 통신회사, 기타 대기업을 대상으로 대규모 정보 시스템을 구축하는 것을 주요 사업으로 삼고 있다. 한때 정부, 기업 대상 클라우드 서비스를 제공하는 주요 기업이었으며, 일본의 개인용 컴퓨터 및 슈퍼컴퓨터 분야 등에서도 NEC와 경쟁하였다.

## 역사
1935년 6월 20일에 후지전기 주식회사의 전화 사업부를 분리하여 후지 통신제조 주식회사를 설립했다. 한편, 후(일본어: 富)는 후루가와 그룹 (일본어: 古河グループ)에서 유래되었고, 지(일본어:  士)는 독일의 전자 기업인 지멘스 AG(독일어: Siemens Aktiengesellschaft)에서 유래되었다. 일찍이 (1965년까지) 사용되었던 기업의 로고는 모회사였던 후지 전기와 동일하게 알파벳 O속에 소문자 알파벳 "f"와 "s"를 조합시킨 것이다.
1989년에 로고를 현재 사용되고 있는 ∞표시가 들어간 "FUJITSU"로 변경했다. 그 전까지 사용되던 로고는 상하에 직사각형이 끼워진 "FUJITSU" 혹은 "富士通"였다.
한편, 역사적으로 사업자 등록증에 기록된 가나가와 현 가와사키 시 나카하라 구의 가와사키 공장 내의 건물이지만, 본사 업무는 도쿄도 미나토구의 시오도메 시티 센터에서 담당하고 있다.
한편, 모기업이었던 후지 전기 홀딩스(처음에 후지 전기 그룹)는 서로 주식을 교환하고, 임원을 서로 파견하는, 동등한 거래 및 파트너 관계가 되었다. 후지 전기 홀딩스와 후지쯔는 현재 공동으로 투자하여 새로운 회사를 설립하는 형제 회사와 같은 관계이다.
2020년 10월 1일 도쿄 증권거래소가 시스템 이상으로 종일 거래정지되는 주요국 증권시장에서 상상하기 어려운 초유의 사태가 발생하였다. 이 사건의 원인으로 후지쯔가 납입한 도쿄 증권거래소의 IT 시스템 '애로우'에 발생한 불량이 지목되어 후지쯔는 10월 5일 대국민 사죄를 하였다.

## 주요 제품

### 마이크로컴퓨터키트
- LKit-8: 파나하컴 (현재의 PFU)
- LKit-16: 파나하컴 (현재의 PFU)

### 개인용 컴퓨터
- 라이프북 제품군
- 일본 내수 전용
  - FM-8
  - FM-7 제품군
  - FM77AV 제품군
  - FM-16 제품군
  - FM-X
  - FM-11 제품군
  - FM-16β 제품군
  - FM-16π 제품군
  - FM TOWNS 제품군
  - FMR 제품군
  - FMV 제품군
    - DESKPOWER 제품군
    - BIBLO 제품군
    - FMV TOWNS 제품군 (FM 타운스의 소프트웨어가 사용된 FMV임)

  - 9450 제품군

### PDA
- INTERTOP
- INTERTOP CX (윈도우 CE)
- Pocket LOOX (윈도 CE)

### 워드 프로세서전용 컴퓨터
- OASYS
- OASYS-V (OASYS에 PC/AT 호환을 구현한 제품이다. 이후에, FMV에 SASYS용 롬을 구현한 FMV-DESKPOWER DC 제품을 개발한다.)

### 스토리지
- ETERNUS

### 유닉스 서버
- PRIMEPOWER
- SPARC Enterprise
- 일본내수전용 모델
  - Σ-Station
  - DS/90 7000
  - GRANPOWER

### IA 서버
- PRIMERGY 제품군 - PC 서버
- PRIMEQUEST 제품군 - 인텔 제온 기반 서버
- 일본내수 모델
  - PRIMERGY 6000 제품군 (이전 GP6000 제품군) - K 시리즈 (FACOM)의 다음세대 비지니스 서버

### 미니컴퓨터
- A 패밀리 (슈퍼 미니컴)

### 메인프레임
- GS/PRIMEFORCE (이전 FACOM M 제품군) - IBM S/370 기반

### 슈퍼 컴퓨터
- VP 제품군
- VPP 제품군

### 폴트 토런트 논스톱 시스템
- SURE 제품군

### 초병렬
- AP1000
- AP3000

### 소프트웨어
- AIM
- TRIOLE (시스템 중핵기반 제품군)
  - Interstage 제품군
  - Systemwalker 제품군
  - Symfoware Server 제품군
- GLOVIA 제품군
- TeamWARE Office
- MyOFFICE 제품군
- Japanist (이전 OAK)
- NetCOBOL
- Jasmine
- OASYS (FMR 및 TownsOS용은 "FM-OASYS"라고 했음. 윈도우용은 초기에 "OASYS/Win"라고 했다가, V3.0부터 "OASYS for Windows"로 불렸고, V5.0부터 "OASYS"로 변경되었음.)
- ATLAS
- PowerGRES Plus
- TEO

### 현금 자동 입출금기
현재는 판매만 한다. 제조는 후지쯔 프론틱이 담당한다. ATM 사업의 점유율은 대규모에 속한다.
- FACT 제품군
- Conbrio 제품군

### 휴대전화및PHS
NTT 도코모용 휴대전화
- 자동차전화 101형 (NTT 현재방식과 NTT 대용량방식에 호환되는 아날로그 방식이다. 파나소닉 모바일 커뮤니케이션스 (마쓰시타 통신공업), 니폰 전기와 공동으로 제조한 단말기이다. 101형과 동일한 핸드셋에 전지팩을 연결하면 숄더폰 101형태가 된다.)
- 자동차전화 20x형 (NTT 현재방식과 NTT 대용량방식에 호환되는 아날로그 방식이다. 20x형과 동일한 핸드셋에 전지팩을 연결하면 숄더폰 20x형태가 된다.)
- 아날로그모바F, F2, F3 (NTT 현재방식과 NTT 대용량방식에 호환되는 아날로그 방식이다.)
- 디지털모바F, FII (PDC방식이다.)
- F1xx: F101, F151, F153, F156 (PDC방식이다. 800MHz대역의 휴대전화 단말기 F10x와 1.5GHz 대역의 휴대전화 단말기 (시티폰/시티오)의 F15x가 있다.)
- F2xx (PDC방식이다.): F201, F203, F205, F206, F207, F208
- F2xxi(S) (i모드에 호환되는 PDC방식이다.): F209i, F210i, F211i, F212i
- F50xix (PDC방식이다.): F501i, F502it, F503i, F503iS, F504i, F504iS, F505i, F505iGPS, F506i
- 고급 휴대전화: F601ev (PDC방식이다.)
- F70xi (FOMA): F700i, F700iS, F702iD, F703i, F704i, F705i
- F2051 (FOMA)
- F2102V (FOMA)
- F240x (FOMA 모바일 카드): F2402
- F90xi (FOMA): F900i, F901iC, F901iS, F902i, F902iS, F903i, F904i, F905i
- F90xix (FOMA방식이다. 블루투스에 호환되는 단말기이며 사이후케타이가 탑재되어 있음): F900iC, F900iT, F903iX HIGH-SPEED
- F903iBSC (보안문제로 인하여 F903i부터 카메라가 제거된 법인전용 휴대전화 단말기이다.)
- 모바일F (PDC방식이다. 보통 휴대전화 단말기에 모바일카드를 탑재한 휴대전화 단말기이다.)
- 라쿠라쿠폰 (P601es외 다수의) 전기종 (라쿠라쿠폰II (F671i), 라쿠라쿠폰IIS (F671iS), 라쿠라쿠폰III (F672i))
- FOMA라쿠라쿠콘 (라쿠라쿠폰심플 (D880SS)외 다수의) 전기종 (FOMA라쿠라쿠폰 (F880iES), FOMA라쿠라쿠폰II (F881iES), FOMA라쿠라쿠폰III (F882iES), 라쿠라쿠폰베이직 (F883i), 라쿠라쿠폰IV (F883iES))
- 스마트폰 (F1100)

윌컴용 휴대전화
- AH-F401U (에어-에지 데이터 통신전용 단말기이다.)
- 에어-에지 통신 모듈

### 이미지 스캐너
- 스캔스냅 시리즈

## 주요 사업소 및 연구소
- 삿포르 시스템 연구소 (홋카이도 삿포로시 아쓰베쓰구)
- 아오모리 시스템 연구소 (아오모리현 아오모리시)
- 이와테 공장 (이와테현 이사와군 가네가사키정)
- 아이즈와카마쓰 공장 (후쿠시마현 아이즈와카마쓰시)
- 후지쯔 솔루션 스퀘어 (도쿄도 오타구)
- 후지쯔 아키루노 테크놀로지 센터 (도쿄 도 아키루노시)
- 가와사키 공장 (가나가와현 가와사키시 나카하라구)
- 신요코하마 소프트웨어 센터 (가나가와 현 요코하마시 고호쿠구)
- YRP 연구개발 센터 (가나가와 현 요코스카시)
- 마쿠하리 시스템 연구소 (지바현 지바시 미하마구)
- 구마가야 공장 (사이타마현 구마가야시)
- 오야마 공장 (도치기현 오야마시)
- 나스 공장 (도치기 현 오타와라시)
- 나가노 공장 (나가노현 나가노시)
- 스자카 공장 (나가노 현 스자카시)
- 누마즈 공장 (시즈오카현 누마즈시)
- 기후 소프트웨어센터 (기후현 오가키시)
- 미에 공장 (미에현 구와나시)
- 간사이 시스템 연구소 (오사카부 오사카시 주오구)
- 아키시 공장 (효고현 아카시시)
- 고치 후지쯔 테크노포트 (고치현 난코쿠시)
- 구슈 연구개발 센터 (후쿠오카현 후쿠오카시 사와라구)
- 오이타 시스템 연구소 (오이타현 오이타시)
- 구마모토 시스템 연구소 (구마모토현 가미마시키군 마시키정)

## 그룹 사

### 상장 기업
- 신코 전기공업 주식회사 (도쿄 증권거래소 제1부에 상장된 계열 자회사)
- 후지쯔 컴포넌트 주식회사 (도쿄 증권거래소 제2부에 상장된 계열 자회사)
- 주식회사 후지쯔 비에스시 (자스닥 증권거래소에 상장된 계열 자회사)
- 후지쯔 프론텍 주식회사 (도쿄 증권거래소 제2부에 상장된 계열 자회사)
- FDK 주식회사 (도쿄 증권거래소 제1부에 상장된 지분법 적용 관계사)
- 주식회사 후지쯔 제너럴 (도쿄 증권거래소 제1부에 상장된 지분법 적용 관계사)

### 비상장 기업
- 도쿄 도 소재
  - 주식회사 후지쯔 마케팅 (FJM)
  - 후지쯔 FIP 주식회사
  - 후지쯔 IS 서비스 주식회사
  - 주식회사 IT 매니지먼트 파트너스
  - 주식회사 후지쯔 어드밴스드 엔지니어링 (FAE)
  - 주식회사 후지쯔 어드밴스드 퀄리티
  - 후지쯔 애플리케이션스 주식회사
  - 주식회사 AB 시스템 솔루션
  - 후지쯔 FOM 주식회사
  - 후지쯔 캐피탈 주식회사
  - 후지쯔 코와코 주식회사
  - 후지쯔 G-Search
  - JIS IT 주식회사
  - 주식회사 후지쯔 종합연구소 (FRI)
  - 주식회사 후지쯔 디펜스 시스템 엔지니어링
  - 주식회사 후지쯔 퍼스널즈 (FJP)
  - 주식회사 후지쯔 뱅킹 IT
  - 주식회사 후지쯔 뱅킹 솔루션즈
  - 주식회사 후지쯔 러닝 미디어
  - 주식회사 라이프 미디어
  - NIFTY 주식회사

- 가나가와 현 소재
  - 후지쯔 어드밴스드 어카운팅 서비스 주식회사
  - 후지쯔 어드밴스드 테크놀로지 주식회사
  - 후지쯔 아프리코 주식회사
  - 주식회사 HR 프로페셔널즈
  - 주식회사 후지쯔 에프사스(Fsas)
  - 후지쯔 일렉트로닉스 주식회사 (FEI)
  - 후지쯔 카세이 주식회사
  - 주식회사 가와사키 프론탈레
  - 후지쯔 퀄리티 랩(Lab) 주식회사
  - 후지쯔 클라이언트 컴퓨팅 주식회사
  - 주식회사 케어넷
  - 주식회사 후지쯔 연구소
  - 후지쯔 커넥티드 테크놀로지즈 주식회사
  - 후지쯔 커뮤니케이션 서비스 주식회사
  - 주식회사 후지쯔 컴퓨터 테크놀로지즈
  - 후지쯔 CIT 주식회사
  - 주식회사 후지쯔 시스템 종합연구소
  - 후지쯔 세미컨덕터 주식회사
  - 후지쯔 세미컨덕터 IT시스템스 주식회사
  - 주식회사 후지쯔 소셜 사이언스 래버러터리 (후지쯔SSL)
  - 주식회사 후지쯔 소프트웨어 테크놀로지즈 (FST)
  - 후지쯔 테크노 리서치 주식회사
  - 후지쯔 디자인 주식회사
  - 디지털 프로세스 주식회사
  - 후지쯔 텔레콤 네트워크즈 주식회사 (FTN)
  - 주식회사 트랜스트론
  - 후지쯔 네트워크 솔루션즈 주식회사 (FNETS)
  - 후지쯔 하모니 주식회사
  - 후지쯔 퍼실리티즈 주식회사
  - 주식회사 베스트 라이프 프로모션
  - 후지쯔 홈 앤 오피스 서비스 주식회사 (FHO)
  - 후지쯔 마이크로 솔루션즈 주식회사
  - 후지쯔 미들웨어 주식회사
  - 후지쯔 모바일 커뮤니케이션즈 주식회사 (FMC, 후지쯔모바일)
  - 후지쯔 모바일 테크놀로지
  - 주식회사 후지쯔 유니버시티
  - 주식회사 후지쯔 YFC

- 그 외
  - 주식회사 PFU (이시카와현)
  - 주식회사 후지쯔 시스템즈 애플리케이션 앤 서포트 (FJAS) (미야자키현)
  - 주식회사 후지쯔 호쿠리쿠 시스템즈 (FJH) (이시카와현)
  - 주식회사 후지쯔 야마구치 정보 (FYC) (야마구치현)

### 외국 기업
- 후지쯔 지멘스 컴퓨터 (홀딩) B.V.

## 그룹사 이외 주요 출자 기업
- 주식회사 어드밴스트 (10.09%)
- 후지 전기 주식회사 (10.40%)
- 스팬션 주식회사
- 츠즈키 전기 주식회사 (10.86%)
- 다이코 전자통신 주식회사 (14.86%)
- 주식회사 타카미사와 사이버네틱스 (15.46%)

## 한국내 출자 기업
- 한국후지쯔

## 같이 보기
- 한국후지쯔
- 후지 전기
- 후지쯔 컨설팅
- 후지쯔배 세계 바둑 선수권 대회
- 가와사키 프론탈레 (축구 J리그 정식 스폰서로, 팀의 전체가 후지쯔의 축구팀이다.)
- 세트톱박스
- 후지타 아쯔시 (육상 경기부 소속)